# Classic Queen
Classic Queen je výběrové album slavné britské skupiny Queen, které bylo vydané v roce 1992 v USA.

## Seznam skladeb
1. „A Kind of Magic“ (Roger Taylor)
2. „Bohemian Rhapsody“ (Freddie Mercury)
3. „Under Pressure“ (Queen, David Bowie) – remix
4. „Hammer to Fall“ (Brian May) – single version
5. „Stone Cold Crazy“ (John Deacon, Brian May, Freddie Mercury, Roger Taylor)
6. „One Year of Love“ (John Deacon)
7. „Radio Ga Ga“ (Roger Taylor)
8. „I'm Going Slightly Mad“ (Queen)
9. „I Want It All“ (Queen) – single version
10. „Tie Your Mother Down“ (Brian May) – single version
11. „The Miracle“ (Queen) – edited version
12. „These Are the Days of Our Lives“ (Queen)
13. „One Vision“ (Queen) – edited version
14. „Keep Yourself Alive“ (Brian May)
15. „Headlong“ (Queen)
16. „Who Wants to Live Forever“ (Brian May)
17. „The Show Must Go On“ (Queen)

(Skladby „Under Pressure“, „The Miracle“ a „One Vision“ byly upraveny a zremixovány pro tento výběr.)